# Namibian Broadcasting Corporation
Die Namibian Broadcasting Corporation (NBC), gegründet am 1. Mai 1979 als South West African Broadcasting Corporation (kurz SWABC), ist der öffentlich-rechtliche Rundfunkveranstalter in Namibia.
Ihren heutigen Namen erhielt die Corporation am 1. März 1990, was durch den Namibian Broadcasting Act von 1991 bestätigt wurde. Zu ihren gesetzlichen Aufgaben gehört es, die Öffentlichkeit zu informieren und zu unterhalten sowie zur Erziehung, zur Einheit der Nation und zum Frieden in Namibia beizutragen.
Die NBC veranstaltet drei überwiegend englischsprachige Fernseh- sowie elf Hörfunkprogramme in zehn Sprachen.

## Geschichte
Rundfunk wurde im südafrikanischen Treuhandgebiet Südwestafrika zuerst von der südafrikanischen SABC/SAUK über Kurzwellensender veranstaltet (ab 1956: Paradys ⊙ südlich von Bloemfontein), die allerdings anfangs nur die südafrikanischen Programme übertrugen. Von 1966 bis 1990 war der SWAPO-Untergrundsender Voice of Namibia aus Tansania und anderen Ländern aktiv. Mit Einführung des UKW-Rundfunks in Südwestafrika 1969 entstanden Programme in den Sprachen OshiWambo aus Oshakati, Damara-Nama aus Khorixas und OtjiHerero aus Okakarara, die der schwarzen Bevölkerung ein kulturelles Betätigungsfeld geben und so auch zu ihrer Ruhigstellung beitragen sollten. 1976 folgte RuKavango aus Rundu, und es gab auch Kurznachrichten für Südwestafrika auf Englisch, Afrikaans und Deutsch.
1979 wurde der Südwestafrikanische Rundfunk (Englisch: South West African Broadcasting Corporation, SWABC; Afrikaans: Suidwes-Afrikaanse Uitsaaikorporasie, SWAUK) gegründet. Im Oktober 1980 ging ein Kurzwellensender östlich von Windhoek auf Sendung (Hoffnung ⊙) und 1981 das Fernsehen, wobei die Programmzulieferung zunächst über Videokassetten erfolgte. 1981 begann auch ein Hörfunkdienst auf SeTswana (bis 1996 im OtjiHerero-Programm), 1986 folgte SiLozi aus Katima Mulilo. Im Oktober 1987 entstand der National Service, der elf Stunden täglich über alle Hörfunksender ausgestrahlt und im Juli 1991 mit dem englischsprachigen Dienst zusammengelegt wurde.
Noch vor der offiziellen Unabhängigkeit Namibias wurde die SWABC zum 1. März 1990 in Namibian Broadcasting Corporation umbenannt; am 19. Juni 1991 trat dann der Namibian Broadcasting Act in Kraft. Private Wettbewerber gibt es im Hörfunk seit 1993 mit dem christlichen Kanaal 7 bzw. kommerziell seit 1994 mit Radio 99, im Fernsehbereich seit 2002 mit dem Trinity Broadcasting Network bzw. seit 2003 mit One Africa Television. 2003 startete die NBC ǃaH Radio auf San aus Tsumkwe. 2006 wurde die NBC zum Staatsunternehmen.
2012 wurden die meisten Hörfunkprogramme via Internet-Livestream zugänglich gemacht. Im Zusammenhang mit der Einführung von Digital Terrestrial Television (DTT) 2013 starteten die Fernsehprogramme nbc2 (ausländische Nachrichtensender) und nbc3 (Filme). In der Folge wurden über DTT auch EduTV (Bildungskanal ab 2014, später nbc4), This TV (Musikkanal ab 2015, nbc5) und Kwesé Free Sports (Sportkanal ab 2017, nbc6) angeboten. Der Marktanteil der NBC lag 2014 im Hörfunk bei 54 % der Hörerschaft bzw. 20,5 % der Werbeeinnahmen, im Fernsehbereich bei 48 % der Zuschauer bzw. 5,5 % der Werbeeinnahmen. Anfang Dezember 2018 ging das Jugendradio Touch FM als elftes Radioprogramm auf Sendung.

## Organisation
Die NBC wird von einem Aufsichtsrat (englisch Board) geleitet, dessen Mitglieder vom Minister für Information und Kommunikationstechnologie ernannt werden. Diese wiederum wählen einen Generaldirektor als Geschäftsführer. Der Rat ist dem Ministerium zur Information verpflichtet und muss Finanzberichte abgeben.
Der Hauptsitz von NBC befindet sich in Windhoek. Neben der Hauptverwaltung sind hier an zwei Standorten das Fernsehen (Cullinan Street ⊙) und der nationale Hörfunk (Pettenkofer Street ⊙; Englisch sowie Afrikaans, Damara-Nama, Deutsch, OtjiHerero und SeTswana) angesiedelt. Vier weitere Sprachdienste befinden sich nördlich in Tsumkwe (San), Oshakati (OshiWambo), Rundu (RuKavango) und Katima Mulilo (SiLozi). Zudem gibt es drei Informationszentren in Otjiwarongo, Swakopmund und Keetmanshoop, die den anderen Zentren zuarbeiten.

### Finanzierung
Die NBC wird hauptsächlich über staatliche Zuschüsse und eigene Einnahmen (insbesondere Werbeeinnahmen und Fernsehgebühren) finanziert. Die Fernsehgebühr beträgt in ihrer Grundform 204 Namibia-Dollar (N$) pro Jahr.
2016/17 lagen die staatlichen Zuschüsse bei N$ 202 Mio., die eigenen Einnahmen bei N$ 101 Mio.(darunter N$ 50 Mio. Werbeeinnahmen und N$ 20 Mio. Fernsehgebühren). Den Einnahmen von insgesamt N$ 305 Mio.standen Ausgaben von N$ 459 Mio. gegenüber, was einen Verlust von N$ 154 Mio. bedeutete.
Im Zuge von Sparmaßnahmen wurden im September 2019 mehr als 150 Mitarbeiter entlassen und die Angebote zeitweise eingeschränkt.

### Aufsichtsratsvorsitzende
- 1990–1995 Zedekia Ngavirue
- 1995–2000 Ray Auala
- 2000–2005 Uazuva Kaumbi
- 2005–2010 Ponhele Ya France; Frieda Shimbuli
- 2010–2020 Sven Thieme
- 2020–0000 Lazarus Jacobs

### Generaldirektoren
- SWABC: Piet Venter
- 1990–1995 Nahum Gorelick
- 1995–1997 Dan Tjongarero
- 1997–2002 Ben Mulongeni
- 2003–2005 Gerry Munyama[25]
- 2006–2009 Bob Kandetu
- 2010–2015 Albertus Aochamub
- 2015–0000 Stanley Similo

## Hörfunk
Die NBC veranstaltet elf Hörfunkprogramme in zehn Sprachen, nämlich den germanischen Sprachen Englisch, Afrikaans und Deutsch, den Bantusprachen OshiWambo, OtjiHerero, RuKavango, SiLozi und SeTswana sowie den Khoisansprachen Damara-Nama und San. Die meisten Programme waren ursprünglich nach ihren Sprachen benannt, erhielten aber 2017/18 neue Namen. Leiter des Hörfunksektors der NBC ist seit 2012 Mushitu Mukwame.
| Name (Bedeutung)                                | Sprache     | Start   | Leitung            | Auswahl von UKW-Frequenzen | Auswahl von UKW-Frequenzen |
| Name (Bedeutung)                                | Sprache     | Start   | Leitung            | Windhoek                   | Swakopmund                 |
| ----------------------------------------------- | ----------- | ------- | ------------------ | -------------------------- | -------------------------- |
| Kati FM (Mittendrin)                            | OshiWambo   | 1969    | Helena Shimbi      | 98,2                       | 99,3                       |
| Kaisames (Haushalt)                             | Damara-Nama | 1969    | Des’rae Christiaan | 105,3                      | 106,4                      |
| Omurari FM (Pfad)                               | OtjiHerero  | 1969    | Marina Matundu     | 101,7                      | 101,1                      |
| Wato FM (Einbaum-Boot)                          | RuKavango   | 1976    | Solastika Munango  | 107,1                      | 93,3                       |
| National FM                                     | Englisch    | 1979    | Franlin Thomas     | 92,6                       | 92,8                       |
| Hartklop FM (Herzschlag)                        | Afrikaans   | 1979    | Thea Willemse      | 88,6 89,5                  | 89,7                       |
| Funkhaus Namibia                                | Deutsch     | 1979    | Uli Gall           | 94,9 95,8                  | 96,0                       |
| TYSfm Tirelo ya Sechaba (Service of the Nation) | SeTswana    | 1981/96 | Lunah Ramphaga     | 90,4                       | 95,5                       |
| Ñwanyi FM (Seeadler)                            | SiLozi      | 1986    | Susan Mafale       | 93,5                       | 105,0                      |
| ǃAH FMKlicklaut (Vogelruf)                      | San         | 2003    | Theresia Mieze     | –                          | 104,2                      |
| Touch FM                                        | Englisch    | 2018    | Mario Lock         | 91,7                       | –                          |

## Fernsehen
Die NBC strahlt drei landesweite Fernsehprogramme aus. Leiterin des Fernsehsektors ist seit 1994 Lahja Kandongo.
- nbc1 – neben den täglichen Hauptnachrichten auf Englisch (20:00–20:30 Uhr) werden montags bis donnerstags Nachrichten in den weiteren Nationalsprachen ausgestrahlt (jeweils 16:30–17:00 Uhr: OshiWambo/Afrikaans, RuKavango/Khoekhoegowab, OtjiHerero/SeTswana, SiLozi/Deutsch)[29]
- nbc2 – Informationsprogramm, das hauptsächlich aus Übernahmen internationaler Nachrichtensender (wie Al Jazeera, CGTN oder DW-TV) und Übertragungen aus dem namibischen Parlament besteht
- nbc3 – Filme

## Verbreitung
In Namibia werden alle Programme terrestrisch über DTT (Fernsehen und Hörfunk) und UKW (Hörfunk) verbreitet. T-DAB ist in Vorbereitung.
Für das südliche Afrika sind die meisten Programme über Intelsat 10-02 (NBC), Intelsat 20 (DStv) und Astra 4A (Satelio) verfügbar, dürfen aber aus lizenzrechtlichen Gründen nur im Inland empfangbar sein.
Weltweit ist ein Empfang via Internet-Livestream möglich (nbc Plus), seit April 2018 kostenpflichtig.
/>